# Ephesia infasciata
Ephesia infasciata là một loài bướm đêm trong họ Noctuidae.